# William Reeve
William Reeve (Londres, 1757 - 22 de juny de 1815) fou un compositor anglès.
A Totnes fou organista i de l'església de St. Martin in the Fields de Londres i el 1802, adquirí la propietat del Wells Theater de Sadler.
Per al Covent Garden londinenc va compondre una sèrie de comèdies líriques, pantomimes, balls i òperes, podent citar entre les últimes: La torre rodona (1797): Thomas i Susana (1799); La caravana (1803) i El plomall blanc (1806).
En col·laboració amb Mazzinghi, va compondre les òperes Ramah-Droog (1798); The Turnpike gate (1799), i Paul and Virginie (1800).